# Заломная (протока Оби)
Заломная — протока реки Обь в Алтайском крае России. Устье реки находится в 3448 км от устья по правому берегу Оби. Длина реки составляет 64 км.
На протоке Заломная в 8,5 км к югу-юго-западу от села Рассказиха и в 30 км к югу от Барнаула находится могильник Тузовские Бугры-1. Расположение могильника Тузовские Бугры-1 сравнивают с археологическим памятником Сопка-2 в Венгеровском районе Новосибирской области. Обнаружение могильника староалейской культуры на протоке Заломная демонстрирует высокую плотность распространения данного типа памятников в Барнаульском Приобье.

## Бассейн
(км от устья)
- 1 км: Рассказиха (пр)
- 1 км: Аничиха (пр)
- 7 км: Кошкаргаиха (пр)
  - 3 км: Бойниха (пр)
  - 6 км: Быстрый (лв)
  - 15 км: Малая Речка (пр)
- 44 км: Петровка (пр)
  - 16 км: Поперечная (пр)
  - 60 км: Песьянка (пр)
- 45 км: Чирик (пр)

## Данные водного реестра
По данным государственного водного реестра России относится к Верхнеобскому бассейновому округу, водохозяйственный участок реки — Обь от слияния рек Бия и Катунь до города Барнаул, без реки Алей, речной подбассейн реки — бассейны притоков (Верхней) Оби до впадения Томи. Речной бассейн реки — (Верхняя) Обь до впадения Иртыша.